# Grania lasserrei
Grania lasserrei är en ringmaskart som beskrevs av Rota och Erséus 1997. Grania lasserrei ingår i släktet Grania och familjen småringmaskar. Inga underarter finns listade i Catalogue of Life.